# Bryantella tropica
Bryantella tropica är en spindelart som först beskrevs av Peckham, Peckham 1901.  Bryantella tropica ingår i släktet Bryantella och familjen hoppspindlar. Inga underarter finns listade.